# Lindau (Zerbst/Anhalt)
Lindau – dzielnica miasta Zerbst/Anhalt w Niemczech, w kraju związkowym Saksonia-Anhalt, w powiecie Anhalt-Bitterfeld.
Do 31 grudnia 2009 było to oddzielne miasto, które wchodziło w skład wspólnoty administracyjnej Elbe-Ehle-Nuthe. Do 1 lipca 2007 należało do powiatu Anhalt-Zerbst.